# Jan Feliks Tarnowski (1417–1484)
Jan Feliks Tarnowski herbu Leliwa (ur.  w 1417 roku – zm. w 1484 roku) – wojewoda lubelski w latach 1479–1484, kasztelan wojnicki w 1479 roku, kasztelan wiślicki w latach 1465–1477, kasztelan biecki w latach 1460–1465, dworzanin królewski w 1454 roku.

## Życiorys
Syn  wojewody krakowskiego Jana z Tarnowa i Elżbiety ze Szternebrka.
Był gwarantem pokoju toruńskiego 1466 roku.
Dziedzic Wielowsi, Rzochowa i Wadowic. Kasztelan biecki i wiślicki, wojewoda lubelski przed 10 maja 1480.
Żonaty z Anną Oleśnicką herbu Dębno, miał z nią córkę Annę i syna Jana Feliksa Szrama Tarnowskiego.